# لوكاس باربوسا
لوكاس باربوسا (1 أبريل 1996 - ) هو لاعب كرة قدم برازيلي في مركز الهجوم.

## وصلات خارجية
- لوكاس باربوسا على موقع قاعدة بيانات كرة القدم.إي يو (الإنجليزية)
- لوكاس باربوسا على موقع Soccerway.com (الإنجليزية)
- لوكاس باربوسا على موقع عالم كرة القدم.نت (الإنجليزية)